# Învățare pe parcursul vieții
Învățarea pe [tot] parcursul vieții este învățarea „în curs, voluntară și automotivată”, fie din motive personale, fie profesionale.
Învățarea pe parcursul vieții este importantă pentru competitivitate și perspectivele de a fi angajat ale unui individ, dar îmbunătățește și includerea socială, activarea civilă⁠(d) și dezvoltarea personală.
Profesiile recunosc de obicei importanța ca persoanele în curs de dezvoltare care le practică să devină cursanți pe tot parcursul vieții. Multe profesii autorizate impun ca membrii lor să continue să învețe pentru a-și menține licența.
Institutele de învățare pe parcursul vieții⁠(d) sunt organizații educaționale specifice învățării pe tot parcursul vieții. Comunități de învățare⁠(d) informale pe tot parcursul vieții există în întreaga lume.

## Istoric
În unele contexte, termenul „învățare pe tot parcursul vieții”, provenit de la o expresie creată de Leslie Watkins, a fost folosit de Clint Taylor, profesor la CSULA și superintendent al districtului școlar Temple City Unified, în declarația din 1993 privind misiunea districtului. Termenul recunoaște că învățarea nu se limitează la copilărie sau la școală, ci are loc pe tot parcursul vieții și într-o serie de situații.
În alte contexte, termenul „învățare pe tot parcursul vieții” a fost folosit în cadrul primului institut de învățare pe tot parcursul vieții, care a început la The New School for Social Research (acum The New School) în 1962 ca un experiment de „învățare la pensie”. Mai târziu, după ce s-au format grupuri similare în Statele Unite, mulți au ales numele „institut de învățare pe tot parcursul vieții” pentru a cuprinde persoanele din aceeași categorie de vârstă care nu sunt încă la pensie.
Colegiile și universitățile tradiționale încep să recunoască valoarea învățării pe tot parcursul vieții fără nevoia obținerii creditelor și a diplomelor. Conform educatoarei Cassandra B. Whyte, cei care învață pe tot parcursul vieții, inclusiv persoanele cu diplome academice sau profesionale, tind să găsească ocupații mai bine plătite, fiind exemple pentru comunitate.

## Definiție
Învățarea pe tot parcursul vieții a fost definită ca „toate activitățile de învățare întreprinse de-a lungul vieții, cu scopul de a îmbunătăți cunoștințele, abilitățile și competențele într-o perspectivă personală, civică, socială și/sau legată de ocuparea forței de muncă”. Este adesea considerată învățarea care are loc după anii de educație formală până la vârsta adultă. Este căutată în mod natural prin experiențele de viață, pe măsură ce persoana caută să dobândească cunoștințe din motive profesionale sau personale. Aceste experiențe pot să apară intenționat sau accidental.
Învățarea pe tot parcursul vieții a fost descrisă ca un proces care cuprinde oamenii care învață în diferite contexte. Aceasta se referă nu doar la școli, ci și acasă, în locuri de muncă și locuri de agrement. Totuși, în timp ce procesul de învățare poate fi aplicat cursanților de toate vârstele, se pune accent pe persoanele care revin la învățarea organizată. Există programe specializate care abordează diferitele nevoi ale cursanților, cum ar fi Obiectivul de Dezvoltare Durabilă 4 al Națiunilor Unite și Institutul UNESCO pentru Învățare pe Parcursul Vieții⁠(d), care răspunde nevoilor cursanților dezavantajați și marginalizați.
Învățarea pe tot parcursul vieții se deosebește de conceptul de educație continuă⁠(d) în sensul că are o sferă mai largă. Spre deosebire de acesta din urmă, care este orientată către reciclare⁠(d), după nevoile școlilor și industriilor, învățarea pe tot parcursul vieții se preocupă de dezvoltarea potențialului uman la indivizi în general.

## Pedagogie
Învățarea pe tot parcursul vieții se concentrează pe educația holistică și are două aspecte, și anume, opțiunile de învățare pe tot parcursul vieții și învățarea largă. Acestea se referă la învățarea care cuprinde propunerile de educație tradițională și oportunitățile moderne de învățare. De asemenea, implică încurajarea oamenilor să învețe cum să învețe⁠(d) și să selecteze conținut, procese și metodologii la învățarea autodidactă. Unii autori subliniază că învățarea pe tot parcursul vieții se bazează pe o conceptualizare diferită a cunoștințelor și a dobândirii acestora. Este explicată nu numai drept deținerea de informații discrete sau cunoștințe faptice, ci și ca o schemă generalizată de a da sens noilor evenimente, inclusiv utilizarea tacticilor pentru a le gestiona eficient.
Învățarea reflexivă și gândirea critică pot ajuta un cursant să devină mai autonom prin învățarea cum să învețe, făcându-l astfel mai capabil să-și dirijeze, să gestioneze și să-și controleze propriul proces de învățare. Sipe a studiat experimental profesorii „deschiși” și a constatat că aceștia apreciază învățarea autodirijată, colaborarea, reflecția și provocarea; asumarea riscurilor în învățarea lor a fost văzută ca o oportunitate, nu ca o amenințare. Dunlap și Grabinger spun că, pentru ca studenții din învățământul superior să învețe pe tot parcursul vieții, ei trebuie să dezvolte o capacitate de autodirecționare, conștientizarea metacogniției și o dispoziție spre învățare.
Raportul Delors⁠(d) a propus o viziune integrată a educației bazată pe două paradigme cheie: învățarea pe tot parcursul vieții și cei patru piloni ai învățării. Acesta a susținut că educația formală tinde să sublinieze dobândirea de cunoștințe în detrimentul altor tipuri de învățare esențiale pentru susținerea dezvoltării umane, subliniind nevoia de a adopta învățarea de-a lungul vieții și a aborda modul în care fiecare își poate dezvolta abilitățile, cunoștințele și atitudinile relevante pentru muncă, civism și împlinire personală. Cei patru piloni ai învățării sunt:
1. Învățarea pentru a ști
2. Învățarea pentru a face
3. Învățarea pentru a fi
4. Învățarea pentru a trăi împreună

Cei patru piloni ai învățării au fost preconizați pe baza noțiunii de „învățare pe tot parcursul vieții”, ea însăși o adaptare a conceptului de „educație pe tot parcursul vieții”, așa cum a fost expusă inițial în publicația Faure din 1972, „Learning to Be”.

### Tehnologie educațională
Apariția tehnologiilor internetului au un mare potențial de a sprijini eforturile de învățare pe tot parcursul vieții, permițând învățarea informală de zi de zi.